# Rotação de Jacobi
Em álgebra linear numérica, uma rotação de Jacobi é uma rotação, Qkℓ, de um subespaço bi-dimensional de um espaço n-dimensional com espaço com produto interno, escolhida de modo que sejam zerados dois elementos simétricos não pertencentes à diagonal principal de uma matriz n×n simétrica e real, A, quando aplicada como uma transformação de similaridade:
{\displaystyle A\mapsto Q_{k\ell }^{T}AQ_{k\ell }=A'.\,\!}
{\displaystyle {\begin{bmatrix}{*}&&&\cdots &&&*\\&\ddots &&&&&\\&&a_{kk}&\cdots &a_{k\ell }&&\\\vdots &&\vdots &\ddots &\vdots &&\vdots \\&&a_{\ell k}&\cdots &a_{\ell \ell }&&\\&&&&&\ddots &\\{*}&&&\cdots &&&*\end{bmatrix}}\to {\begin{bmatrix}{*}&&&\cdots &&&*\\&\ddots &&&&&\\&&a'_{kk}&\cdots &0&&\\\vdots &&\vdots &\ddots &\vdots &&\vdots \\&&0&\cdots &a'_{\ell \ell }&&\\&&&&&\ddots &\\{*}&&&\cdots &&&*\end{bmatrix}}}
Tais rotações são a operação principal no algoritmo de autovalores de Jacobi, que é numericamente estável e adequado para a implementação em processadores paralelos.